# Portrait d'Ulrich Varnbüler
Le Portrait d'Ulrich Varnbüler est une gravure sur bois réalisée en 1523 par l'artiste de la Renaissance allemande Albrecht Dürer (1471-1528).

## Histoire
Dürer fait le portrait son ami Ulrich Varnbüler, protonotaire de la Chambre impériale de justice et  humaniste proche d'Érasme et de Willibald Pirckheimer, pour « faire connaitre à la postérité », selon la formule inscrite sur le fragment de parchemin qui accompagne le portrait.

## Analyse
Cette estampe est monumentale par son format, mais aussi par l'ampleur et la prestance donnée au modèle. Les épaules du sujet, ainsi que son chapeau à larges bords, occupent presque toute la largeur de la feuille et contribuent à creuser la profondeur. Le traitement du visage lui-même est remarquable tant par le volume et le modelé que Dürer parvient à lui donner que par le rendu minutieux de certains détails, tels les plis du cou et de la nuque, le relief de l'oreille, la finesse des poils bouclés de la barbe ou encore le regard concentré et perçant qui concourt à rendre toute la profondeur psychologique de l'érudit.

## Style
Le Portrait d'Ulrich Varnbüler est, avec celui de L'Empereur Maximilien Ier, le seul portrait que Dürer ait gravé sur bois. Par ses dimensions, c'est aussi l'une de ses plus grandes xylographies. Dürer opte pour une représentation qui fait une synthèse entre la tradition du portrait de profil issu de l'art de la médaille antique et la formule mise au point par les peintres flamands Jan van Eyck et Rogier van der Weyden. Un examen attentif du visage montre qu'il ne s'agit pas véritablement d'une vue de profil, tandis que le buste apparait pleinement de trois quarts.